# Plebejus semisuffusa
Plebejus semisuffusa är en fjärilsart som beskrevs av Thompson 1937. Plebejus semisuffusa ingår i släktet Plebejus och familjen juvelvingar. Inga underarter finns listade i Catalogue of Life.